# Martin Velits
Martin Velits (Bratislava, 21 de febrero de 1985) es un ciclista eslovaco que fue profesional entre 2004 y 2017. Su hermano gemelo Peter también fue ciclista profesional. En 2010 sufrió una importante caída, provocada por un aficionado, coronando el Coll de Rates en el transcurso de la 9.ª etapa de la Vuelta a España.[cita requerida]
Anunció su retirada en octubre de 2017 tras el Tour de Guangxi.

## Palmarés
2003
- Gran Premio Rüebliland (Júnior)

2005
- 1 etapa del Giro del Capo

2010
- Campeonato de Eslovaquia en Ruta
- Campeonato de Eslovaquia Contrarreloj

2012
- 2.º en el Campeonato de Eslovaquia Contrarreloj

## Resultados en Grandes Vueltas y Campeonatos del Mundo
Durante su carrera deportiva consiguió los siguientes puestos en las Grandes Vueltas y en los Campeonatos del Mundo en carretera:
| Carrera              | Carrera              | 2004 | 2005 | 2006 | 2007 | 2008 | 2009 | 2010  | 2011  | 2012 | 2013 | 2014  | 2015  | 2016  | 2017 |
| -------------------- | -------------------- | ---- | ---- | ---- | ---- | ---- | ---- | ----- | ----- | ---- | ---- | ----- | ----- | ----- | ---- |
|                      | Giro de Italia       | —    | —    | —    | —    | —    | —    | —     | —     | Ab.  | —    | —     | —     | —     | —    |
|                      | Tour de Francia      | —    | —    | —    | —    | —    | —    | —     | —     | 88.º | —    | —     | —     | —     | —    |
|                      | Vuelta a España      | —    | —    | —    | —    | 73.º | 95.º | 106.º | 125.º | —    | —    | 130.º | 117.º | 152.º | —    |
| Mundial en Ruta      | Mundial en Ruta      | —    | —    | —    | —    | Ab.  | 90.º | 53.º  | 69.º  | Ab.  | Ab.  | Ab.   | —     | —     | —    |
| Mundial Contrarreloj | Mundial Contrarreloj | —    | —    | —    | —    | —    | 34.º | 27.º  | —     | —    | —    | —     | —     | —     | —    |

—: no participa

Ab.: abandono 